# Santa Maria del Rosario, Trastevere
Santa Maria del Rosario, tidigare benämnd Cappella di Villa Leone Caetani, är en kyrkobyggnad i Rom, helgad åt Jungfru Maria och särskilt åt hennes roll som Vår Fru av Rosenkransen. Kyrkan är belägen vid Via Pietro Roselli i Rione Trastevere

## Historia
År 1930 uppfördes på denna plats ett litet kapell för Suore Domenicane del Rosario Perpetuo, en nunneorden inom dominikanorden. År 1947 till- och ombyggdes kapellet till kyrkobyggnad efter ritningar av arkitekten Tullio Passarelli. Denna konsekrerades av generalvikarie Luigi Traglia den 23 oktober 1947.
Interiören är enskeppig. Dess väggar och golv är belagda med gul marmor från Siena. Högaltarmålningen, vilken föreställer Jungfru Marie kröning, samt målningarna med rosenkransens mysterier är utförda av Gonippo Raggi. I kupolen har Ettore Ercole freskmålat änglar och dominikanska helgon bland rosenfestonger.